# Внутрішня Аляска
65° пн. ш. 152° зх. д. / 65° пн. ш. 152° зх. д.

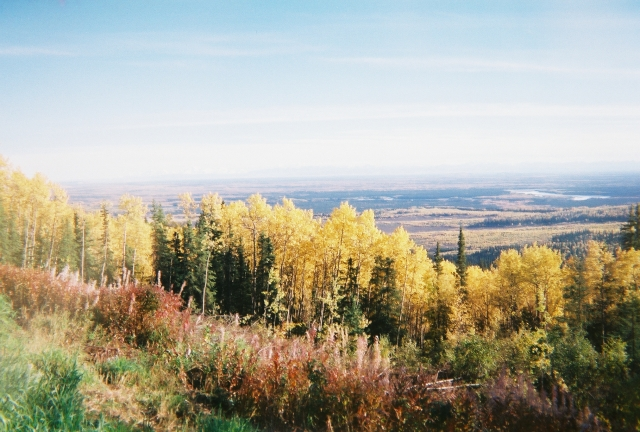
Осінь

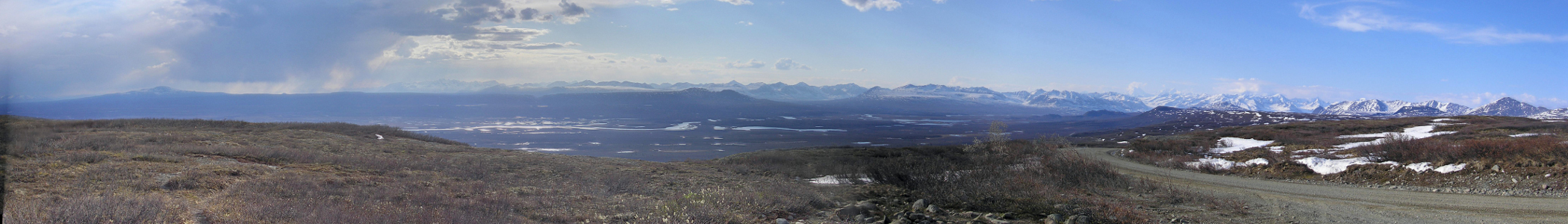
Шосе Деналі

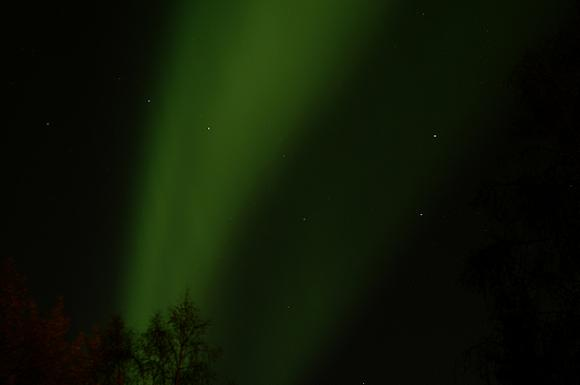
Northern Lights and Big Dipper at Fairbanks, AK during September

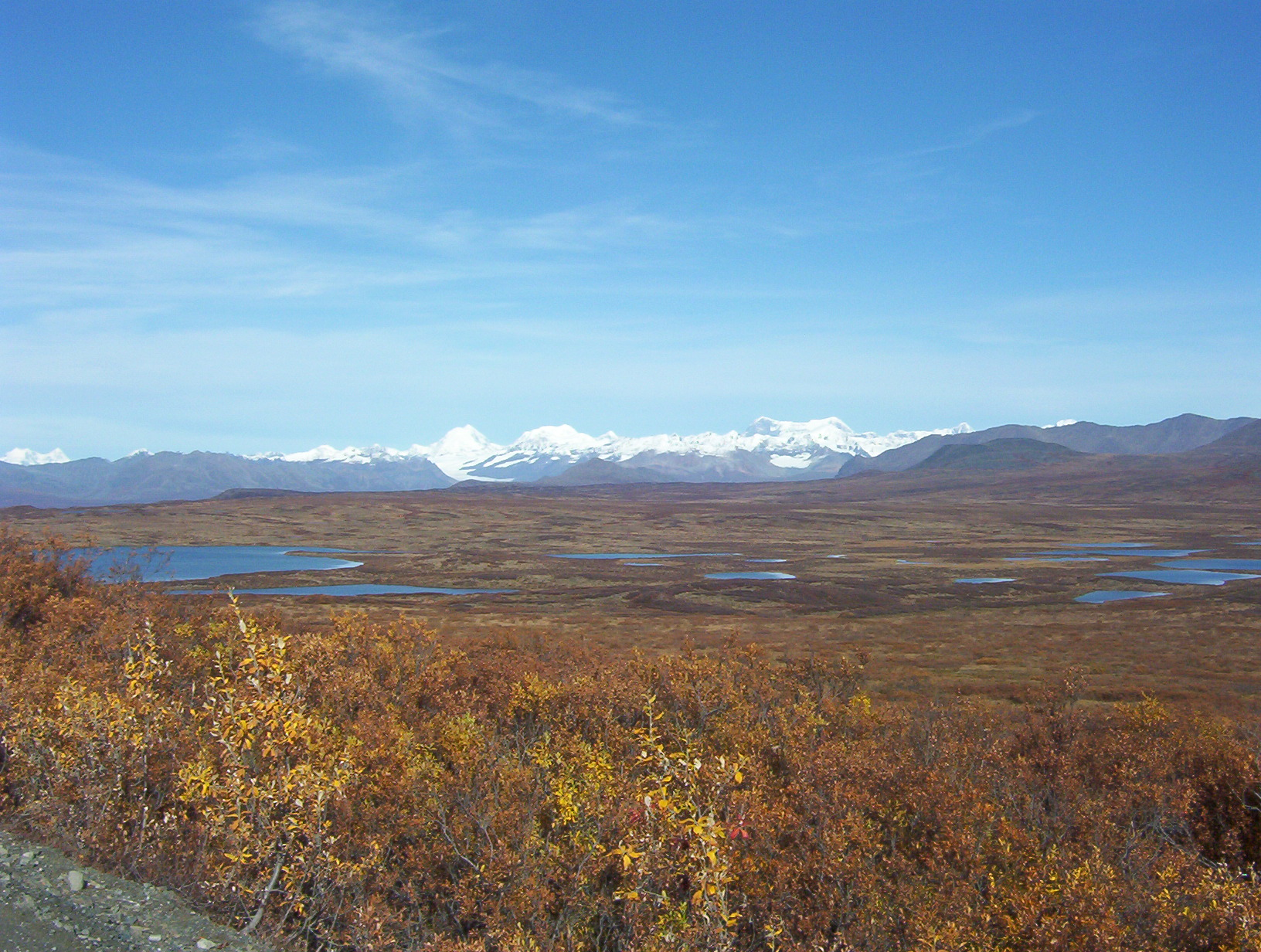
Lakes and peaks of the Alaska Range seen from the Denali Highway

Внутрішня Аляска (англ. Alaska Interior) займає більшу частину території штату. В основному вона є дикою природою. На її території знаходяться такі гори, як Деналі, Аляскинський хребет, гори Врангеля та гори Рея. Корінними народами є атабаски та ескімоси.
Найбільшим містом цього регіону є Фербанкс. Також там знаходяться такі міста, як Норт-Поул, Голок, Тік, Гленналлен, Делта-Джанкшен, Ненана, Андерсон, Хілі та Кентвелл.

## Клімат
Температура внутрішньої Аляски сильно змінюється протягом року. Середня температура взимку у Фербанксі становить -24 °C, а влітку - +17 °C. Найвища і найнижча температура штату була зафіксована саме в даному регіоні: +38°C у Форт-Юконі та −64°C у Проспект-Крік. Крім того, температура під час зими також дуже мінлива: тривалі заморозки з температурою нижче -40 °C можуть різко зміняться теплим періодом з температурою вище нуля через вітер Шинук.
Літо може бути теплим та сухим протягом тривалих періодів, що створює ідеальні умови для виникнення пожежі. Так блискавки можуть спричинити лісові пожежі, які найчастіше ніхто не гасить, оскільки, в основному, вони виникають далеко від населених пунктів. У 2004 встановлено рекорд, коли вигоріло 27 000 км².
Середня річна норма опадів становить 28,7 см. Здебільшого вони випадають узимку у вигляді снігу. Більшість бур виникають у затоці Аляска, проте кількість опадів обмежена через ефект дощової тіні, що породжується Аляскінським хребтом.
Під час ясних зимових ночей часто можна спостерігати полярне сяйво.

## Корінне населення
Здебільшого корінне населення представляють атабаски, проте у Фербанксі також проживає велика кількість ескімосів (юпіки та інупіати).